# Vicious Circle (L.A. Guns)
Vicious Circle è il quarto album degli L.A. Guns, uscito il 7 febbraio 1995 per l'etichetta PolyGram.

## Tracce
1. "Face Down"
2. "No Crime"
3. "Long Time Dead"
4. "Killing Machine"
5. "Fade Away"
6. "Tarantula"
7. "Crystal Eyes" (US and EU Bonus Track)
8. "Nothing Better To Do"
9. "Chasing The Dragon"
10. "Kill That Girl"
11. "I'd Love To Change The World"
12. "Who's In Control" (Let 'Em Roll)
13. "I'm The One"
14. "Why Ain't I Bleeding"
15. "Kiss Of Death"
16. "Death In America" (Bonus Track solo nell'edizione giapponese)
17. "Empire Down" (Bonus Track solo nell'edizione giapponese)

## Formazione
- Phil Lewis - voce
- Tracii Guns - chitarra
- Mick Cripps - chitarra
- Kelly Nickels - basso
- Michael Gershima (MC Bones) - batteria
- Steve Riley - batteria

### Altri musicisti
- Guy Griffen - chitarra acustica
- Myron Grombacher - batteria
- Nickey Alexander - batteria
- Doni Grey - batteria
- Cliff Brodsky - piano
- Steve Dior - cori
- PJ - cori
- Jim Wart - cori
- Steve Councel - armonica e cori